# Winston L. Prouty

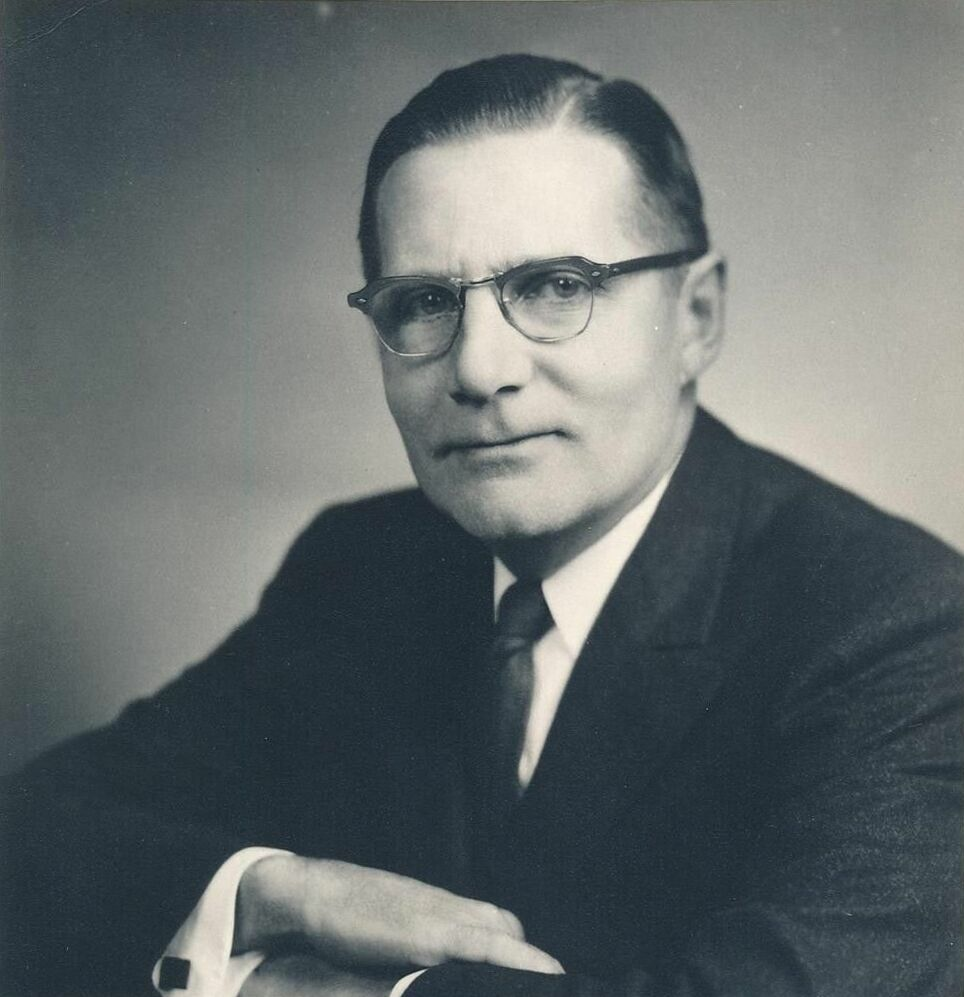
Winston L. Prouty

Winston Lewis Prouty (* 1. September 1906 in Newport, Vermont; † 10. September 1971 in Boston, Massachusetts) war ein US-amerikanischer Politiker (Republikanische Partei), der den Bundesstaat Vermont in beiden Kammern des US-Kongresses vertrat.

## Herkunft und Werdegang
Winston Prouty entstammte einer Familie, die durch Holz- und Baustoffhandel zu Vermögen gekommen war. Im Besitz der Firma Prouty & Miller befanden sich mehrere Waldgebiete östlich des Mississippi sowie in Kanada. Sein Onkel George H. Prouty war ebenfalls Politiker und von 1908 bis 1910 Gouverneur von Vermont.
Nachdem er seine Schulzeit auf einem Internat in Pottstown (Pennsylvania) verbracht hatte, besuchte Prouty das Yale College, das er aus familiären Gründen jedoch frühzeitig wieder verlassen musste. Später setzte er seine Ausbildung auf dem Lafayette College in Easton fort und machte dort 1930 seinen Abschluss. Danach stieg er in das Familienunternehmen ein, in dem er bis zum Direktor aufstieg.

## Politische Laufbahn
Von 1938 bis 1941 war Winston Prouty Bürgermeister seiner Heimatgemeinde Newport. Unmittelbar danach zog er erstmals als Abgeordneter ins Repräsentantenhaus von Vermont ein, dem er außerdem 1945 sowie 1947 in der Funktion des Speaker angehörte. Die zu diesem Zeitpunkt übliche Laufbahn für einen aufstrebenden Politiker in Vermont hätte nun den Einzug in den Staatssenat und dort das Amt des Präsidenten pro tempore vorgesehen, doch Prouty wollte diesen Schritt überspringen und bewarb sich um das Amt des Vizegouverneurs. Die Nominierung seiner Partei ging jedoch an den konservativer eingestellten Harold J. Arthur, den amtierenden Senatspräsidenten pro tempore, der dann auch die eigentliche Wahl gewann.
Gouverneur Ernest W. Gibson, als liberaler Republikaner ein Mentor Proutys, berief diesen 1948 zum Vorsitzenden der Wasserschutzbehörde von Vermont. Nachdem Gibson 1950 eine Berufung zum Bundesbezirksrichter angenommen hatte, rückte Harold Arthur als sein Stellvertreter ins Amt nach. Als Charles Plumley, Vermonts einziger Vertreter im Repräsentantenhaus der Vereinigten Staaten, im selben Jahr auf eine Wiederwahl verzichtete, bewarb sich Prouty um den vakanten Sitz, während Arthur, der üblicherweise sein größter innerparteilicher Rivale gewesen wäre, als Gouverneur nicht kandidieren konnte. Prouty gewann die Wahl und zog am 3. Januar 1951 in den Kongress ein.
Nach dreimaliger Wiederwahl trat Prouty 1958 nicht mehr an und schied am 3. Januar 1959 aus dem Repräsentantenhaus aus. Er hatte stattdessen für den US-Senat kandidiert und die Wahl für sich entschieden. Auch hier gewann er jeweils die Wiederwahlen in den Jahren 1964 und 1970; er starb jedoch wenige Monate nach Beginn seiner dritten Amtsperiode an Krebs. Winston Prouty wurde auf dem Pine-Grove-Friedhof von Vermont beigesetzt; US-Präsident Richard Nixon hielt eine Trauerrede.